# 福苏瓦
福苏瓦（法語：Fossoy，法語發音：[foswa]）是法国上法蘭西大區埃纳省的一个市镇，位于该省南部，属于蒂耶里堡区。

## 地理
福苏瓦（49°2'54"N, 3°28'57"E）面积7.18 平方千米，位于法国上法蘭西大區埃纳省，该省份为法国北部内陆省份，北起北部省，西接索姆省和瓦兹省，东临阿登省和马恩省，西南至塞纳-马恩省，东北部与比利时接壤。
与福苏瓦接壤的市镇（或旧市镇、城区）包括：布莱姆、克雷藏西、格朗、梅济穆兰、蒙圣佩尔、圣欧仁。

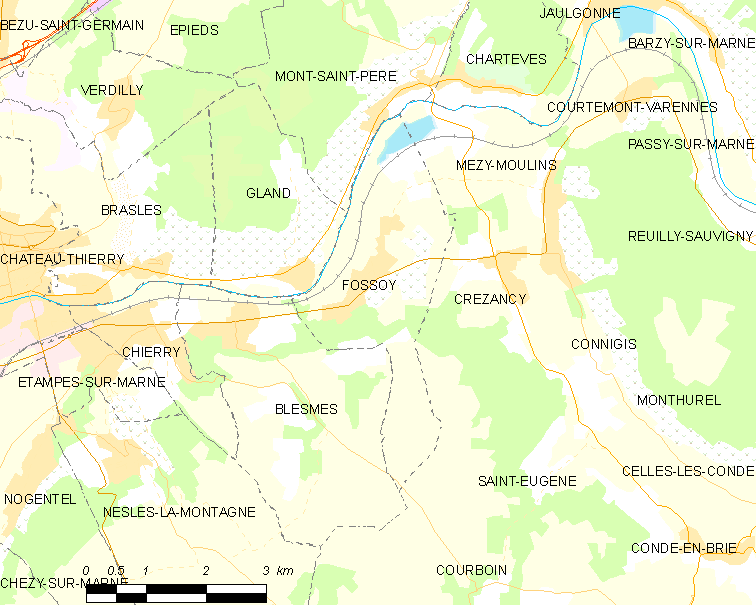
福苏瓦的OSM定位图

福苏瓦的时区为UTC+01:00、UTC+02:00（夏令时）。

## 行政
福苏瓦的邮政编码为02650，INSEE市镇编码为02328。

## 政治
福苏瓦所属的省级选区为蒂耶里堡县。

## 人口

1962-2008年间福苏瓦人口变化图示

福苏瓦于2022年1月1日时的人口数量为524人。